# Campionat de Catalunya de bàsquet 1931-1936
Detall de les edicions IX a XIV del Campionat de Catalunya de basquetbol disputades entre els anys 1931 i 1936.

## IX Campionat de Catalunya 1931
- Campió: CD Espanyol

Aquesta temporada es produeix un augment considerable dels clubs que prenen part al Campionat de Catalunya. La segona categoria s'augmenta a dos grups per a donar-los cabuda. Els campions de les diverses categories són l'Espanyol (1a), Associació Esportiva de Mataró (2a A), Iluro (2a B) i el FC Barcelona (de segons equips).
- Participants a Primera Categoria:
  - CD Espanyol (campió)
  - Juventus (2n)
  - CE Europa
  - FC Barcelona
  - Laietà BBC
  - SS Patrie
  - FC Martinenc
  - FC Gràcia
- Participants a Segona Categoria, grup A:
  - A. Esportiva Mataró (campió)
  - Juventud Valenciana
  - Iris Mataró
  - BB Montserrat
  - Unió Sportiva Hospitalet
  - UGE Badalona
  - Lawn Tennis Club Horta
- Participants a Segona Categoria, grup B:
  - US Arenys
  - BC Llevant de Mataró
  - Unió Cristiana de Joves
  - Iluro de Mataró (campió)
  - CC Hospitalet
  - Ebro SC
  - Penya Coratge

## X Campionat de Catalunya 1932
- Campió: CD Espanyol

Aquest any es crea la tercera categoria del Campionat de Catalunya, mentre que la segona categoria es redueix de dos a un grup.
- Participants a Primera Categoria:
  - CD Espanyol (26 punts)
  - Juventus AC (23 punts)
  - Laietà BBC (20 punts)
  - SS Patrie (16 punts)
  - FC Barcelona (10 punts)
  - Iluro BC (9 punts)
  - UGE Badalona (1 punt)
  - A. Esportiva Mataro (0 punts)
- Participants a Segona Categoria:
  - Penya Coratge (25 punts)
  - CC Hospitalet (19 punts)
  - Lawn Tennis C. Horta (17 punts)
  - Dinàmic Club (15 punts)
  - Iris SC (13 punts)
  - Athlètic BC (7 punts)
  - UC Joves (2 punts)
  - BB Montserrat (0 punts, retirat)
- Participants a Tercera Categoria:
  - Manresa BB (22 punts)
  - Unió Republicana Hospitalet (17 punts)
  - CN Sabadell (17 punts)
  - Escletxes SC de Papiol (9 punts)
  - US Cornellà (8 punts)
  - Atlas Club (7 punts)
  - AA Escoles Franceses (0 punts)

## XI Campionat de Catalunya 1933
- Campió: Juventus AC de Sabadell

L'increment d'equips fa que es creï una quarta categoria. El bàsquet es consolidava per tot el país.
- Participants a Primera Categoria:
  - Juventus AC
  - Iluro BC (2n)
  - CD Espanyol (3r)
  - SS Patrie (4t)
  - Laietà BBC
  - FC Barcelona
  - Penya Coratge
  - CC Hospitalet
  - A. Esportiva Mataró
  - UGE Badalona
- Participants a Segona Categoria:
  - Manresa BB (campió)
  - UC Joves
  - Iris SC
  - CN Sabadell
  - BC Júniors L'Hospitalet
  - Athlètic BC
  - Escletxes SC
  - US Cornellà
  - Atlas Club
  - Dinàmic Club
- Participants a Tercera Categoria:
  - CEC Bages (campió)
  - Intendència
  - Base Aeronaval
  - BBC Ripollet
  - CADCI
  - Cultura
  - SC Mollet
  - AC Mollet
- Participants a Quarta Categoria:
  - Caldetes (campió)
  - Colònia Montserrat
  - Santfeliuenc
  - FC Badalona
  - CC Terrassa

## XII Campionat de Catalunya 1934
- Campió: Iluro BC de Mataró

Aquest any es mantingueren les tres categories (Primera, Segona i Tercera), però cadascuna tingué dos grups. Per decidir el campió de cada categoria es jugà una eliminatòria a doble volta. L'Espanyol, que havia de disputar la final, no es presentà, quedant el Laietà subcampió i l'Iluro campió de primers i segons equips. A segona ho fou la Intendència i a tercera el JC Arenys. La Federació decidí reduir el nombre de clubs de primera de 12 a 8 pel que se celebrà un torneig per decidir els equips que s'hi quedarien. Hi prengueren part Manresa, Juventus, Penya Coratge, CC Hospitalet, UC Joves i UGE Badalona. Fou la UC Joves, juntament amb la Intendència i Júniors qui aconseguiren una plaça per disputar la màxima categoria la propera temporada.
- Participants a Primera Categoria, grup A: 
  - CD Espanyol (campió de grup)
  - AE Mataró
  - Penya Coratge
  - Juventus AC
  - Manresa BB
  - SS Patrie
- Participants a Primera Categoria, grup B: 
  - Iluro BC (campió de grup)
  - UGE Badalona
  - FC Barcelona
  - Laietà BBC
  - CC Hospitalet
  - UC Joves
- Participants a Segona Categoria, grup A: 
  - BC Júniors (campió de grup)
  - CEC Bages
  - Aeronàutica
  - US Cornellà
  - Atlas Club
  - Iris SC Mataró
- Participants a Segona Categoria, grup B: 
  - Intendència (campió de grup)
  - CP Ripollet
  - CN Sabadell
  - Escletxes SC
  - CADCI
  - Athlètic BC
- Participants a Tercera Categoria, grup A: 
  - Joventut Catalanista Arenys (campió de grup)
  - JC Calella
  - AB Badalona
  - Penya Intrèpids
  - Santfeliuenc
- Participants a Tercera Categoria, grup B: 
  - Caldetes (campió de grup)
  - AC Mollet
  - SC Condal
  - SC Mollet

## XIII Campionat de Catalunya 1935
- Campió: SS Patrie

Es retornà al vell sistema d'una Primera categoria, dos grups a Segona i un grup a Tercera. El Patrie fou el Campió de Catalunya absolut. A segona, Unió Manresana i US Cornellà, campions de grup s'enfrontaren a la final del campionat on vencé la Unió Manresana. A tercera es disputà un partit de desempat entre el Martinenc i l'Olímpic, on guanyà el Martinenc, proclamant-se campió de tercera.
- Participants a Primera Categoria:
  - SS Patrie (21 punts)
  - Laietà BBC (20 punts)
  - FC Barcelona (20 punts)
  - CD Espanyol (18 punts)
  - Intendència (15 punts)
  - Iluro BC (14 punts)
  - UC de Joves (2 punts)
  - AB Júniors (2 punts)
- Participants a Segona Categoria, grup A:
  - Unió Manresana (18 punts)
  - CC Hospitalet (16 punts)
  - Juventus AC (14 punts)
  - BC Ripollet (6 punts)
  - Athlétic BC (4 punts)
  - C. d'Esports i Excursions (2 punts)
- Participants a Segona Categoria, grup B:
  - US Cornellà (14 punts)
  - JC Calella (13 punts)
  - Atlas Club (11 punts)
  - Escletxes Papiol (2 punts)
  - UGE Badalona (0 punts)
- Participants a Tercera Categoria:
  - FC Martinenc (22 punts)
  - Olímpic BC (22 punts)
  - Ateneu BC (20 punts)
  - UE Rubí (10 punts)
  - Casal Catalanista Prat de la Riba (10 punts)
  - Associació Condal (8 punts)
  - CD Garcia (1 punts)
  - AC Mollet (0 punts)

## XIV Campionat de Catalunya 1936
- Campió: SS Patrie

Aquest any fou el darrer que es disputà el Campionat de Catalunya abans de la guerra civil. A diferència de l'edició anterior, la tercera categoria també es dividí en dos grups. Els campions finals foren la SS Patrie a primera, Juventus de Sabadell a segona i BB Montgat a tercera (en derrotar el BC Sabadell 17-9 al camp de l'Agulló).
- Participants a Primera Categoria:
  - SS Patrie (23 punts)
  - AB Júniors (19 punts)
  - Intendència (17 punts)
  - CD Espanyol (16 punts)
  - Laietà BBC (16 punts)
  - FC Barcelona (11 punts)
  - Iluro BC (8 punts)
  - Unió Manresana (4 punts)
- Participants a Segona Categoria, grup A:
  - Juventus AC (16 punts)
  - UC de Joves (15 punts)
  - Olímpic BC (7 punts)
  - Calella BC (7 punts)
  - Aeronàutica (6 punts)
- Participants a Segona Categoria, grup B:
  - CC Hospitalet (17 punts)
  - Ateneu BC (12 punts)
  - US Cornellà (10 punts)
  - Ripollet BC (8 punts)
  - FC Martinenc (8 punts)
  - CADCI (4 punts)
- Participants a Tercera Categoria, grup A:
  - BB Montgat (16 punts)
  - Joventut Cornellà (15 punts)
  - Ferran Agulló (12 punts)
  - UE Rubí (9 punts)
  - Associació Condal (8 punts)
  - CE Sanjoanenc (0 punts)
- Participants a Tercera Categoria, grup B:
  - BC Sabadell (16 punts)
  - Esbart Magda (12 punts)
  - CE Ripollet (6 punts)
  - AC Mollet (4 punts)
  - Casal Catalanista Prat de la Riba (2 punts)